# Diócesis de Witbank
La diócesis de Witbank (en latín: Dioecesis Vitbanken(sis) y en inglés: Roman Catholic Diocese of Witbank) es una circunscripción eclesiástica latina de la Iglesia católica en Sudáfrica, sufragánea de la arquidiócesis de Johannesburgo. La diócesis tiene al obispo Xolelo Thaddaeus Kumalo como su ordinario desde el 25 de noviembre de 2020. 

## Territorio y organización
La diócesis tiene 56 886 km² y extiende su jurisdicción sobre los fieles católicos de rito latino residentes en 15 distritos de la provincia de Mpumalanga: Barberton, Belfast, Carolina, Kamhlushwa, Lydenburg, Mapulaneng, Mhala, Middelburg, Nebo, Nelspruit, Nsikazi, Pilgrim's Rest, Waterval-Boven, White River, Witbank, y parte de Eerstehoek; y en los distritos de Sekhukhune y parte del de Groblersdal en la provincia de Limpopo.
La sede de la diócesis se encuentra en la ciudad de Witbank, en donde se halla la Catedral de Cristo Rey.
En 2020 en la diócesis existían 23 parroquias.

## Historia
La prefectura apostólica de Lydenburg fue erigida el 12 de junio de 1923 con el breve In dissitis potissimum del papa Pío XI, obteniendo el territorio del vicariato apostólico de Transvaal (hoy arquidiócesis de Johannesburgo).
La prefectura apostólica fue elevada a vicariato apostólico el 9 de diciembre de 1948 con la bula Si Evangelii praeconum del papa Pío XII.
El 11 de enero de 1951, como resultado de la bula Suprema Nobis del papa Pío XII, el vicariato apostólico fue elevado a diócesis y asumió el nombre de diócesis de Lydenburg.
El 23 de junio de 1958 cedió una parte de su territorio para la erección de la prefectura apostólica de Volksrust (hoy diócesis de Dundee) mediante la bula In similitudinem del papa Pío XII.
El 13 de septiembre de 1964 cambió su nombre a la diócesis de Lydenburg-Witbank mediante el decreto Cum Excellentissimus de la Propaganda Fide y tomó su nombre actual el 10 de noviembre de 1987 mediante el decreto Excellentissimus de la Congregación para la Evangelización de los Pueblos.
El 5 de junio de 2007 cambió de provincia eclesiástica, pasando de la de Pretoria a la de Johannesburgo mediante la bula Cum ad aptius consulendum del papa Benedicto XVI.

## Estadísticas
De acuerdo al Anuario Pontificio 2021 la diócesis tenía a fines de 2020 un total de 122 540 fieles bautizados.
| Año                                                                             | Población            | Población | Población      | Sacerdotes | Sacerdotes    | Sacerdotes    | Bautizados por sacerdote | Diáconos permanentes | Religiosos | Religiosos | Parroquias |
| Año                                                                             | Bautizados católicos | Total     | % de católicos | Total      | Clero secular | Clero regular | Bautizados por sacerdote | Diáconos permanentes | Varones    | Mujeres    | Parroquias |
| ------------------------------------------------------------------------------- | -------------------- | --------- | -------------- | ---------- | ------------- | ------------- | ------------------------ | -------------------- | ---------- | ---------- | ---------- |
| 1950                                                                            | 7650                 | 795 000   | 1.0            | 30         |               | 30            | 255                      |                      | 18         | 61         | 14         |
| 1970                                                                            | 30 500               | 1 060 000 | 2.9            | 45         | 6             | 39            | 677                      |                      | 60         | 95         | 22         |
| 1980                                                                            | 77 000               | 1 310 000 | 5.9            | 36         | 6             | 30            | 2138                     |                      | 49         | 95         | 20         |
| 1990                                                                            | 156 500              | 2 300 000 | 6.8            | 27         | 7             | 20            | 5796                     | 10                   | 28         | 90         | 20         |
| 1999                                                                            | 105 000              | 2 585 000 | 4.1            | 37         | 11            | 26            | 2837                     | 9                    | 31         | 63         | 20         |
| 2000                                                                            | 105 000              | 2 642 000 | 4.0            | 36         | 12            | 24            | 2916                     | 8                    | 27         | 62         | 20         |
| 2001                                                                            | 105 000              | 2 461 000 | 4.3            | 38         | 14            | 24            | 2763                     | 8                    | 27         | 62         | 20         |
| 2002                                                                            | 105 000              | 2 461 000 | 4.3            | 37         | 13            | 24            | 2837                     | 8                    | 27         | 61         | 20         |
| 2003                                                                            | 105 000              | 2 461 000 | 4.3            | 35         | 13            | 22            | 3000                     | 7                    | 24         | 61         | 20         |
| 2004                                                                            | 103 278              | 2 528 000 | 4.1            | 41         | 16            | 25            | 2518                     | 8                    | 26         | 62         | 20         |
| 2010                                                                            | 106 900              | 2 674 000 | 4.0            | 34         | 17            | 17            | 3144                     | 5                    | 17         | 52         | 22         |
| 2014                                                                            | 111 500              | 2 783 000 | 4.0            | 32         | 17            | 15            | 3484                     | 4                    | 17         | 59         | 22         |
| 2017                                                                            | 117 700              | 2 938 780 | 4.0            | 36         | 18            | 18            | 3269                     | 14                   | 22         | 58         | 23         |
| 2020                                                                            | 122 540              | 3 061 000 | 4.0            | 36         | 26            | 10            | 3403                     | 14                   | 13         | 54         | 23         |
| Fuente: Catholic-Hierarchy, que a su vez toma los datos del Anuario Pontificio. |                      |           |                |            |               |               |                          |                      |            |            |            |

## Episcopologio
- Daniel Kauczor, M.C.C.I. † (27 de julio de 1923-1926 renunció)
- Alois Mohn, M.C.C.I. † (10 de diciembre de 1926-1939 renunció)
- Johannes Riegler, M.C.C.I. † (30 de junio de 1939-6 de octubre de 1955 falleció)
- Anthony Reiterer, M.C.C.I. † (29 de febrero de 1956-25 de febrero de 1983 retirado)
- Mogale Paul Nkhumishe † (9 de enero de 1984-17 de febrero de 2000 nombrado obispo de Pietersburg)
- Paul Mandla Khumalo, C.M.M. (2 de octubre de 2001-24 de noviembre de 2008 nombrado arzobispo de Pretoria)
- Giuseppe Sandri, M.C.C.I. † (6 de noviembre de 2009-30 de mayo de 2019 falleció)
- Xolelo Thaddaeus Kumalo, desde el 25 de noviembre de 2020